# Райтін-он-Стоун
Провінційний парк Райтін-он-Стоун розташований приблизно за 100 кілометрів на південний схід від Летбриджа, Альберта, Канада, або 44 кілометри на схід від громади Мілк-Рівер і перетинає саму Мілк. Це одна з найбільших територій охоронюваних прерій у системі парків Альберти, яка слугує природним заповідником і захистом багатьох наскельних малюнків і малюнків корінних народів. Парк є священним для чорноногих та багатьох інших аборигенних племен.
6 липня 2019 року Райтін-он-Стоун / Áísínai'pi було внесено до списку Світової спадщини ЮНЕСКО. Його заявка на участь у ЮНЕСКО була подана під назвою Áísínai'pi, словом з мови чорноногих, що означає «зображено/написано». Провінційний парк є синонімом національної історичної пам'ятки Асінайпі.

## Ресурси
Парк Райтін-он-Стоун містить найбільшу концентрацію наскельного мистецтва на Великих рівнинах Північної Америки. Тут понад 50 місць петрогліфів і тисячі робіт. У парку також демонструється північно-західний пост кінної поліції (NWMP), реконструйований на його оригінальному місці. Початковий форпост був спалений невідомими особами після його закриття в 1918 році.
У парку є центр для відвідувачів, кемпінги, місця для пікніків, зони групового використання та пішохідні стежки, а також веслування на каное та байдарках по Мілк.

## Флора і фауна

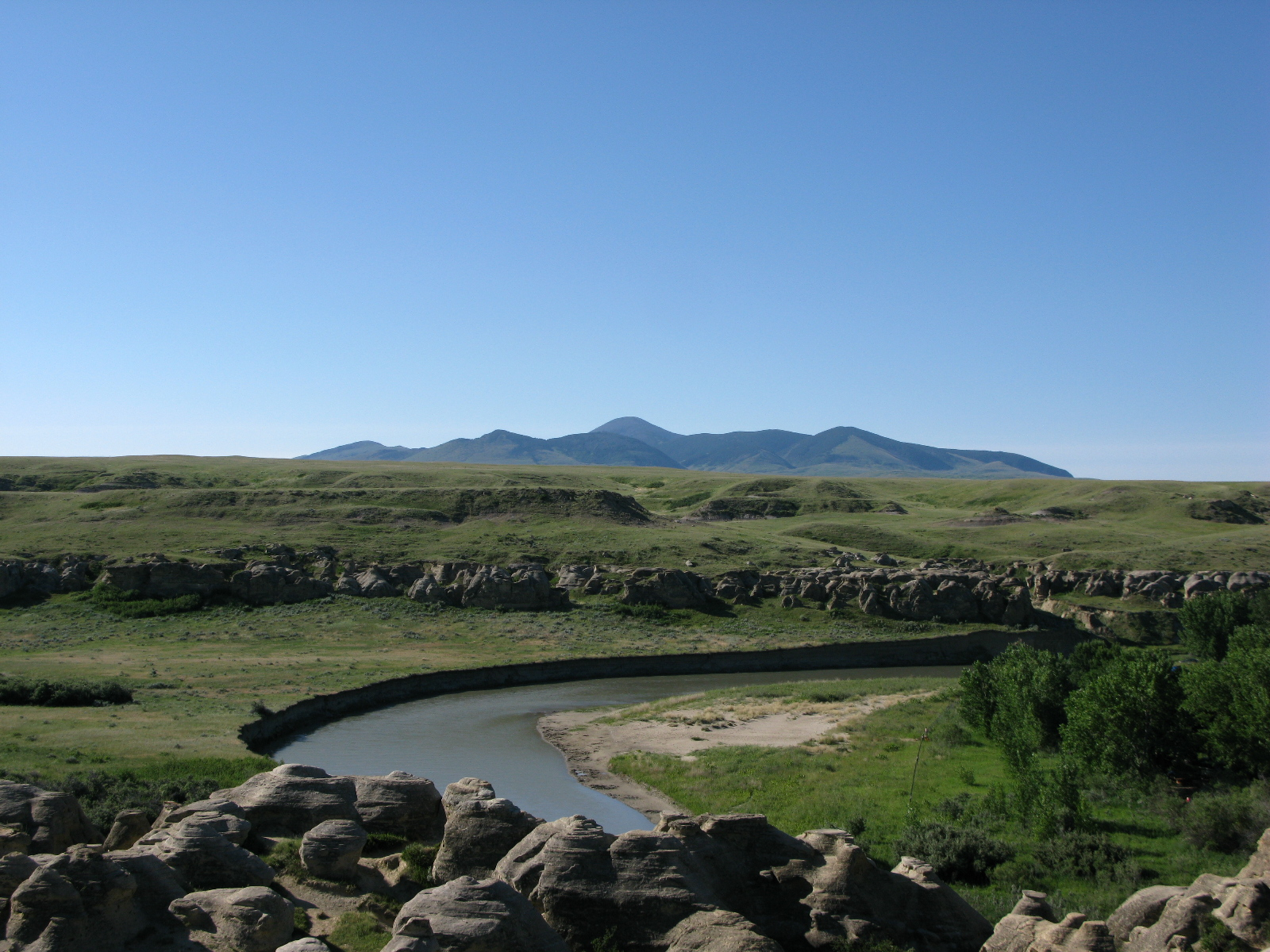
Парк розташований у долині річки Мілк. На півдні розташовані вулканічні пагорби Світграсс у штаті Монтана

Парк займає 17,80 квадратного кілометра (6,87 миля2) оселища кулі та прерій, і є домівкою для різноманітних рослин і тварин.
Види птахів включають соколів прерієвих, пугачів віргінських, сов болотяних, боривітрів американських і ясківок білолобих, а також завезених фазанів звичайних і сірих куріпок.
Прерії, що оточують парк, є хорошим місцем існування для вилорогих антилоп. Інші тварини, які трапляються в зоні парку, включають американського чорнохвостого оленя, північного кишенькового ховраха, скунса, ракуна, жовточеревого бабака та рисі. Тигрові саламандри, бореальні хорові жаби, леопардові жаби та рівнинні лопатоногі жаби представляють амфібій. До рептилій відносяться підв'язкова змія, вуж-бик і лугова гримуча змія.
Середовище кулі оптимальне для бальзамічних тополь і вузьколистих тополь. Є в парку також персикові верби і тополі трикутнолисті. Серед кущів — черешня, ялівець, саскатун, верба піщана, два види шипшини. Деякі з найпівнічніших видів кактусів, зокрема опунція (опунція) і педіокактус (подушечка), також трапляються в парку.

## Геологічний стан

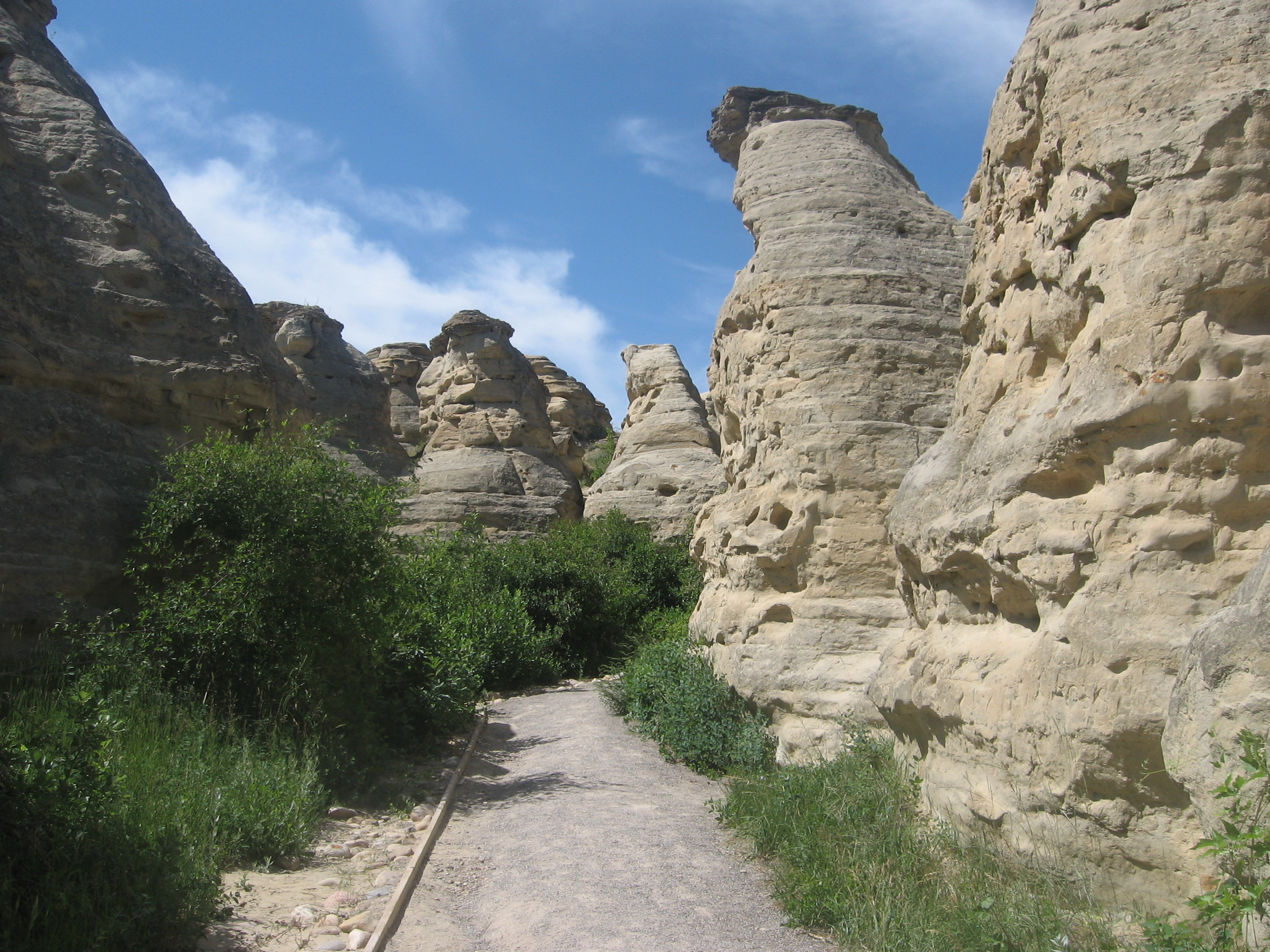
Стежка петляє крізь худу в парку

Відслонення пісковика в парку належать до формації Мілк Рівер, яка утворилася вздовж краю великого внутрішнього моря приблизно 84 мільйони років тому в епоху пізньої крейди. Тала вода з відступаючих льодовиків наприкінці останнього льодовикового періоду вирізала нинішню долину річки Мілк, а вода, лід і вітер роз'їли пісковик, утворивши худу та скелі, які сьогодні є частиною парку.

## Історія
Є докази того, що долина річки Мілк була населена людьми з корінних народів ще 9000 років тому. Племена корінних народів, такі як Чорноногі, ймовірно, створили багато наскельних зображень (петрогліфів) і малюнків (піктографії). Інші групи корінних народів, такі як Шошони, також подорожували долиною і, можливо, також створили частину мистецтва. Ці різьблення та картини розповідають про життя та подорожі тих, хто їх створив, і про духів, яких вони тут знайшли. Високі скелі та худу справили сильний вплив на місцевих відвідувачів, які вірили, що це домівки могутніх духів. Притулок кулі та велика кількість дичини та ягід зробили територію, яка зараз є парком, чудовим місцем для цих кочових людей, щоб зупинитися під час своїх сезонних міграцій. Незважаючи на те, що найбільше територію використовували ті, хто йшов транзитом, є деякі докази, зокрема кільця типі та колесо для ліків, що тут було якесь постійне поселення.
Приблизно з 1730 року на західних рівнинах почала з'являтися велика кількість коней, металевих виробів і рушниць. Це означало не лише зміну способу життя корінних народів, але й зміну змісту наскельного мистецтва. Почали створюватися зображення мисливців на конях, воїнів без щитів.
У 1887 році північно-західний табір кінної поліції (попередник Королівської канадської кінної поліції) був створений у Райтін-он-Стоун, щоб спробувати обмежити транскордонну контрабанду віскі, яка завдавала руйнівних ударів корінному населенню, і зупинити до рейдерських груп перших націй. Але насправді жодна проблема ніколи не ставала серйозною на цьому посту, і ПЗКП витрачала більшу частину свого часу на боротьбу з літніми трав'яними пожежами, переганяючи бродячу американську худобу назад через кордон і долаючи сотні безперешкодних кілометрів у прикордонному патрулюванні. У період, який безпосередньо передував Першій світовій війні, поселенці почали прибувати в цей район, що допомогло трохи полегшити нудьгу та ізоляцію, з якою стикалися офіцери ПЗКП. У 1918 році заставу було закрито, оскільки канадська влада вважала маломожливою злочинну діяльність на кордоні, і незабаром після цього застава стала жертвою підпалу невідомими.
Парк був створений у 1957 році, а в 1977 році був визнаний археологічним заповідником. У рамках святкування 100-річчя ПЗКП у 1973—1975 рр. застава була реконструйована і нині є однією з визначних пам'яток парку. У 1973 році археологи з Департаменту провінційних парків Альберти обстежили та каталогізували численні петрогліфи та піктограми в парку. У 1981 році частина парку була названа історичним ресурсом провінції, щоб захистити цей наскельний малюнок від зростаючого впливу вандалізму та графіті. Найбільш чутливі зони тепер відведені в зони, призначені лише для екскурсій. У 1977 році в парку зберігається археологія піктограм і петрогліфів. Цей захист робить парк однією з найбільших концентрацій наскельного мистецтва на рівнинах Північної Америки. У 2004 році Парки Канади додали парк до попереднього списку можливих об'єктів Світової спадщини Канади. У заявці вказано, що люди чорноногих також хотіли б, щоб пагорби Світ-Грас у Монтані були включені до об'єкта Світової спадщини. У березні 2005 року парк було визнано Національним історичним місцем. 20 червня 2007 року було офіційно відкрито новий центр відвідувачів парку, з якого відкривається вид на долину з північного краю.

## Подальше читання
- Буше-Бер, Лус. "Від духовного та біографічного до стримувального мистецтва, що позначає межі: переосмислення письма на камені". Рівнинний антрополог 44.167 (1999): 27-46.